# Narodowosocjalistyczna Holenderska Partia Pracy
Narodowosocjalistyczna Holenderska Partia Pracy (nid. Nationaal-Socialistische Nederlandsche Arbeiderspartij, NSNAP) – nazwa kilku skrajnie prawicowych holenderskich faszystowskich ugrupowań politycznych w okresie przedwojennym i początku okupacji niemieckiej podczas II wojny światowej.

## Początkowy okres działania
Narodowosocjalistyczna Holenderska Partia Pracy została założona 16 grudnia 1931 r. w Hadze z inicjatywy Ernsta Hermana ridder van Rapparda i Bertusa Smita. Miała ona jawnie prohitlerowskie oblicze. W kwietniu 1932 r. E. H. ridder van Rappard wystąpił z hasłem uczynienia z Holandii jednej z prowincji Niemiec, co doprowadziło do pierwszego rozłamu w partii. Drugi przywódca B. Smit, występując przeciwko temu programowi, utworzył własną partię pod nazwą NSNAP-Smit. Właściwa NSNAP działała dalej pod przywództwem E. H. riddera van Rapparda i Alberta de Joode, dopóki ten pierwszy nie zorientował się, że A. de Joode próbuje zdobyć główną pozycję w partii. W rezultacie został on wyrzucony i założył nową partię pod nazwą NSNAP (wkrótce zmienioną na Partię Narodowo-Socjalistyczną) (Nationaal-Socialistische Partij).

## NSNAP-van Rappard
W 1938 r. partia gorąco poparła anschluss Austrii do Niemiec. Odtąd jej hasłem stało się: Austria wyzwolona, teraz my! W 1939 r. E. H. ridder van Rappard wyjechał do Niemiec, gdzie uzyskał poparcie NSDAP. Władze niemieckie zamierzały w ten sposób popchnąć Narodowo-Socjalistyczny Ruch Holenderski (NSB) Antona A. Musserta w kierunku większego zbliżenia ku sobie. Po zajęciu Holandii przez Niemcy w maju 1940 r., NSNAP zaczęło prowadzić politykę pełnej kolaboracji z okupantami. Pomimo tego – jak wszystkie pozostałe partie oprócz NSB – zostało oficjalnie rozwiązane w grudniu 1941 r. Jej członkowie przeszli do NSB.

## NSNAP-Smit
W sierpniu 1933 r. Bertus Smit nawiązał kilkumiesięczną współpracę z Alfredem Haightonem, milionerem wspierającym faszystowskie ugrupowania. Po nocy długich noży B. Smit zmienił dotychczasowe poglądy, występując przeciwko faszyzmowi i publikując antynazistowskie broszury. W rezultacie po inwazji niemieckiej na Holandię został przez Niemców osadzony w obozie koncentracyjnym w latach 1940–1942 i ponownie od maja 1944 r. do końca wojny.

## NSNAP-van Vaterland
Albert de Joode (pod zmienionym nazwiskiem na van Vaterland, które brzmiało bardziej aryjsko) założył w lipcu 1932 r. nową partię, która wzięła udział w wyborach parlamentarnych w 1933 r. pod nazwą Partii Narodowo-Socjalistycznej. Przed wybuchem wojny jej działalność zamarła. Po zajęciu Holandii przez Niemcy odtworzono ją jako NSNAP-De Nederlandsche Hakenkruisers. Została ona rozwiązana w grudniu 1941 r.

## NSNAP-Kruyt
Cornelis Jacobus Aaart Kruyt był działaczem faszystowskiego Nieuw Verbond van Nationalisten. Od 1933 r. stał na czele NSNAP-Kruyt. Głosiła ona silnie antysemickie i pronazistowskie hasła oraz atakowała NSB jako oportunistyczne i opanowane przez masonów. Opowiadała się za przyłączeniem Holandii do Niemiec. W wyborach parlamentarnych w 1937 r. C. J. A. Kruyt dostał zaledwie 0,03% głosów. 6 lipca 1941 r. partia została rozwiązana przez Niemców, a jej członkowie wzmocnili prawe skrzydło NSB.